# Nitocrella kosswigi
Nitocrella kosswigi är en kräftdjursart som beskrevs av Noodt 1954. Nitocrella kosswigi ingår i släktet Nitocrella och familjen Ameiridae. Inga underarter finns listade i Catalogue of Life.